# ジャック・オッフェンバック
ジャック・オッフェンバック（Jacques Offenbach, 1819年6月20日 - 1880年10月5日）は、ドイツに生まれフランスで活躍（1860年に帰化）した作曲家、チェリストである。オペレッタの原型を作り、オペレッタの父と言われ、音楽と喜劇との融合を果たした作曲家である。美しいメロディーを次々と生み出すことから、ロッシーニはオッフェンバックを“シャンゼリゼのモーツァルト”と評した。
ジャック・オッフェンバックは父親の出身地（ドイツ・フランクフルト近郊のオッフェンバッハ・アム・マイン）からとったペンネームで、本名はヤーコプ・レヴィ・エーベルスト（Jakob Levy Eberst）。ジャック・オッフェンバックは1819年、ユダヤ系の音楽家の息子としてプロイセン王国のラインラント州ケルンに生まれ、幼少時は父から音楽の手ほどきを受けた。

## 生涯

### 青年期－チェロのヴィルトゥオーゾとして－(1833-1854)

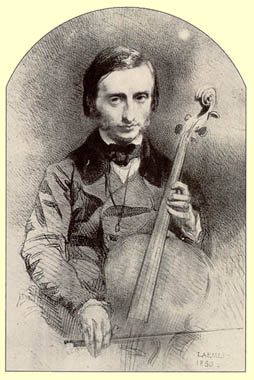
チェロのヴィルトゥオーゾ

母にチェロとヴァイオリンの手ほどきを受け、チェロでは名手の域に達する。1833年にパリに移住し、サロンにおけるリサイタルがきっかけとなって、1834年に音楽の道に入る。この時期に自分の演奏用曲目としてチェロのための一連の商品を残している。彼の作品中、純粋音楽として認められるのはこれらだけである。

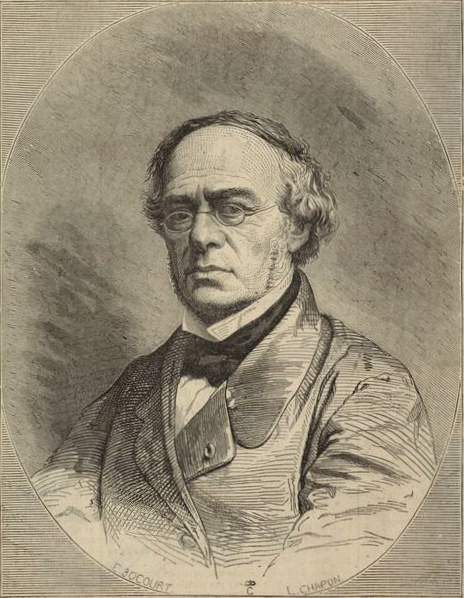
フロマンタル・アレヴィ

外国人であるにもかかわらず、ルイージ・ケルビーニの推薦により、パリ音楽院に入学することが許される。しかし、彼の学習態度は極めて不真面目で、ヴァスランのチェロのクラスに一年しか在籍しなかった。彼はパリ音楽院を中退してしまい、オペラ・コミックを演奏するオーケストラのチェロ奏者として、まずはアンビギュ・コミック座、続いてオペラ・コミック座（サル・ファヴァール）働くことになる。
この時期、オッフェンバックはフロマンタル・アレヴィに作曲を学ぶようになり、それが縁で、甥で台本作家のリュドヴィク・アレヴィとは将来、一緒に仕事をすることになる。彼の最初の作品『パスカルとシャンボール』を1839年に初演するが失敗し、その後の８年間は作曲をしなかった。そして、ドイツ、イギリスを巡業するチェリストとして生計を立てる。彼は「チェロのリスト」と評された。1844年 カトリックに改宗して、エルミニー・ダルカンと結婚する。彼女との間に5人の子供をもうける。1848年二月革命を避けドイツに一時帰国するが、まもなく戻り、その後は終生パリに住んでいる。この間、オペレッタに関する様々な研究を行った後、アルセーヌ・ウセーの申し出に従い、コメディ・フランセーズのオーケストラの指揮者のポストに就く。アルフレッド・ド・ミュッセの『見せかけの愛人』（Le Chandlier）のために作曲した『フォルチュニオの歌』（La chanson de Fortunio）は役者のドロネーには歌えなかった。彼はオペレッタ作品の作曲を再開するが、上演の難しさを実感する。

### ブフ・パリジャン座 (1855-1863)

ブフ・パリジャン劇場

パリ万国博覧会の1855年にシャンゼリゼ通りに小規模な劇場の経営を始め、それをブフ・パリジャン座と命名する。ここで小規模ではあったが、彼のオペレッタは成功し始める。
1855年 7月5日に開場したこの劇場で認可されたレパートリーは（1）パントマイム（登場人物５人）、（2）２または３人の登場人物による演劇的または音楽的場面、（3）手品、幻燈を用いた見世物（ファンタスマゴリア）、影絵など、（4）力業、早業、（5）珍品の展示、（6）ダンスショウ（ダンサーは最大５人）に限られていた。杮落とし公演の演目の一つであるジュール・モワノーの台本による一幕物『二人の盲人』が大当たりし、連日満員となり、これはロングランを続けた。その後、オッフェンバックはショワズール小路に位置するブフ・パリジャン座を開設する。これに伴い、認可されたレパートリーも少し変わり、最初に認可されたものの（2）が最大４人の登場人物による演劇的または音楽的な一幕物の劇となり、同時に「各晩の演目のうち少なくとも二つはオッフェンバック氏以外の作曲家によるもの」と定められた。オッフェンバックは厳しい条件下で作曲しなければならなかったが、成功に次ぐ、成功で徐々に条件が緩和されていった。1858年3月3日初演の『市場の婦人がた』で大規模な合唱を初めて導入し、同年10月21日には『地獄のオルフェ』を初演し、オッフェンバックの最初の大成功となる。

### 黄金時代(1864-1870)

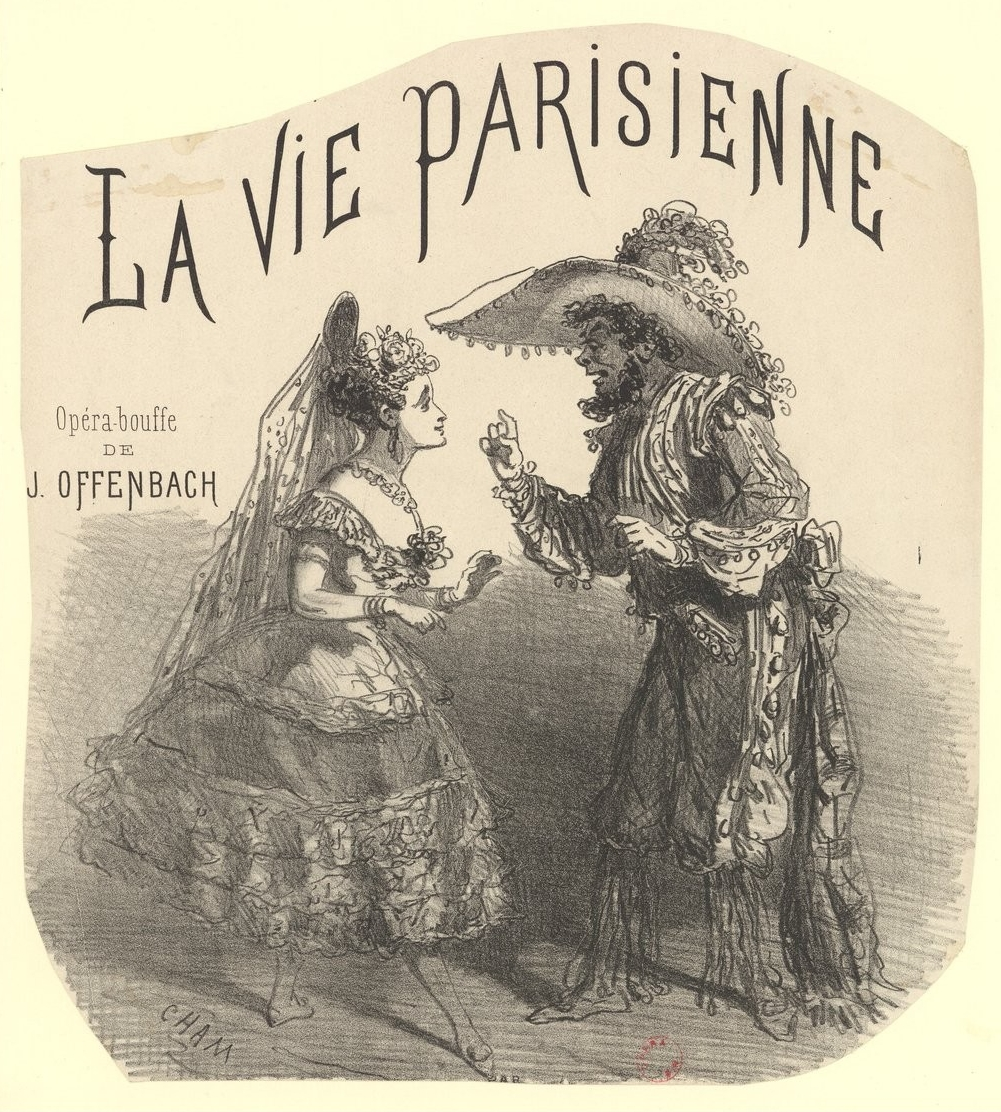
『パリの生活』のポスター

1864年、パリでは劇場が自由化され、それに伴って新しい劇場がオペレッタに参入することができるようになった。
オッフェンバキアード（オッフェンバックの時代という意味。）という成功に次ぐ、成功の時代が訪れる。1864年の『美しきエレーヌ』（ヴァリエテ座）を皮切りに、パリ万国博覧会 1866年に『パリの生活』（パレ＝ロワイヤル劇場）と『青ひげ』（ヴァリエテ座）、1867年に『ジェロルスタン女大公殿下』（ヴァリエテ座）で頂点を極め、その後も1868年に『ラ・ペリコール』（ヴァリエテ座）、1869年に『盗賊』（ヴァリエテ座）がそれぞれ初演され、大成功を収めた。オッフェンバックにとってこの十年ほどがまさに黄金時代だった。フランス第二帝政下で、彼は保護され、やりたいように創作活動を行い、大衆の支持を得ることができた。この時期にはブフ・パリジャン座、ヴァリエテ座、パレ＝ロワイヤル劇場、オペラ・コミック座の各劇場でオッフェンバックの作品が同時に上演されるということが幾度もあった。メイヤック、アレヴィ、オッフェンバックは〈地獄のトリオ〉と呼ばれた。また、〈シュネデール効果〉も大きかった。『盗賊』をもってオッフェンバッキアードも収束する。「ラ・フェット・アンペリアル」（帝国のお祭りの意味。第二帝政期が快楽を求め続けたことを形容する言葉）は目前に迫った普仏戦争の暗い影に飲み込まれて行く。本物のブン大将（ビスマルクのこと）がパリに爆弾を投げつけると言う事態に陥ったのである。

### 第三共和政－ゲテ座(1871-1875)

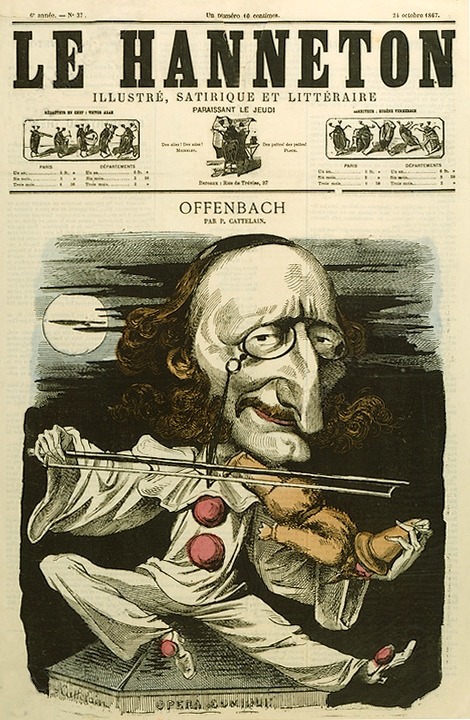
ル・アヌトン紙の表紙

普仏戦争の敗戦後、第三共和政の時代に入ると、オッフェンバックは格好のスケープゴートにされた、音楽によってフランスの道徳を低下させたと糾弾された。フランスに帰化したとはいえドイツ出身であること、そして、第二帝政下で非常に成功したことが原因だった。
1870年代に大衆を魅了したのはより非現実的なシャルル・ルコックの作品であり、オッフェンバックの作品はあまりヒットしなかった。1873年 6月1日に彼はゲテ座の支配人となり、一層豪華な趣向を凝らした、機械仕掛けを取り入れた新しいヴァージョンの『ラ・ペリコール』、『地獄のオルフェ』（改訂版）、『月世界旅行』、『ブラバントのジュヌヴィエーヴ』を上演する。しかし、彼は実務家としての才には長けていなかった。1874年にヴィクトリアン・サルドゥの『憎しみ』（La Haine）の興行が失敗して、彼は遂に破産を余儀なくされてしまう。その後、ロンドンのアルハンブラ劇場に向けて降誕祭のための『ウィティントン』（1874年）を作曲した。1876年には彼はゲテ座の総支配人を辞任し、劇場を手放し、財産の一部を処分せざるを得なくてはならなくなり、同時に長年協力してきたアレヴィとメイヤックとのコンビも解消した。さらに、損失を埋め合わせるため、1876年のフィラデルフィア万国博覧会を狙って、米国へ赴く。彼はニューヨークとフィラデルフィアで、約40回の演奏会を開いて、『パリの生活』、『可愛い香水売り』を指揮した。米国での演奏旅行については後に、一冊の本『ある音楽家の旅行記』にその経緯などをまとめている。しかし、敗戦後の困難な状況下でオッフェンバックはなおも、世を去るまでの10年間に40もの新作を発表し続けた。
1875年の米国旅行から戻ると、本格的に『ホフマン物語』取り掛かる。オッフェンバックがそれまでのオペレッタの形式を超えて、最晩年に書いた『ホフマン物語』は詩人E.T.A.ホフマンの狂気と幻想にオッフェンバック自身の相似を見出したからに他ならない。

### 晩年(1876-1880)
オッフェンバックはその最晩年になって再び成功を味わうことになる。ロンドンで『マダム・ファヴァール』（1878年）、パリでは『鼓手隊長の娘』（1879年）が好評を得た。1878年の万国博覧会中にはライバルのエルヴェをオルフェ役に抜擢した『地獄のオルフェ』など初期の作品の再演が当たりを取った。晩年の彼は破産と病気（痛風）に苦しめられた。『ホフマン物語』は晩年において最も成功した作品だが、一連の〈夢幻オペレッタ〉の延長線上に現れた作品であることは確かである。『ホフマン物語』が上流階級に評価されたことで、オッフェンバック自身の評価も向上した。
『ホフマン物語』はエルネスト・ギローの手に、『美しきリュレット』はレオ・ドリーブの手に委ねられた。

## 音楽的特徴

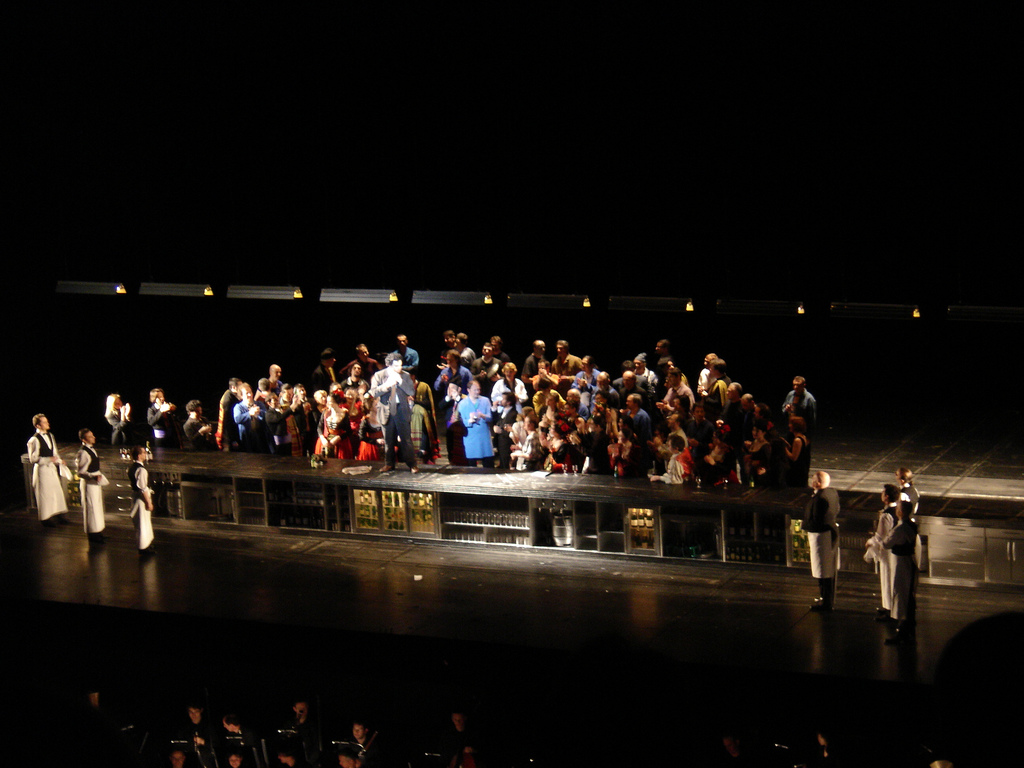
バスティーユ・オペラでの『ホフマン物語』

オッフェンバックの音楽を特徴づける流動性はリズムと同様に調性においても傑出している。休むことなくある調性から別の調性に跳躍している。転調は常に自然であるが、豊かで変化に富み、味わい深く、時には意表をつくことさえある。ところで、彼は転調と主調の持続音に関してはっきりとした好みを表明している。それはロマン派に典型的な三度と六度の転調で、そこから彼は多くのヴァリエーションを引き出している。－中略－旋律線について言えば、それらの驚くべき美しさの秘密は全体に素朴で、率直で口ずさみ易い旋律の中に、繊細で細やかな要素が隠されていることである（倚音、装飾音、音階法、思いがけない跳躍）。この点においてもオッフェンバックはモーツァルト的才能の後継者であると同時に、大衆音楽の才能にも恵まれていると言えよう。
オッフェンバックの陽気さは速さの中にある。彼にとって速さとは、厳密に言えば、テンポの問題ではなく、一般にリズムの問題である。ところで、リズムは勿論、テンポも含むがそれだけではなく、アクセント、アーティキュレーション、和声的リズム、強弱の巧みな使い分け、特に拍子と小節の内部における緩急法まで含んでいる。オッフェンバックにおいて、速さの増進は長い間一本調子でいることはない。
ドビュッシーは1903年に「リズムを切ることや詩中にある音節を執拗に繰り返しながら、元の言葉から分離させて滑稽な効果を得ることはマイアベーアの作品に強く見られる特徴である。なぜこれが、マイアベーアでは偉大な音楽になり（『ユグノー教徒』を示唆している）、オッフェンバックでは喜劇的音楽になるのだろうか。これはただ偶然のみがなし得る不可思議な分類であるように思われる」と書いている。
オーケストレーションにおける最も個性的な特徴クライマックスで衝撃と興奮を高めるために金管楽器を使う点にある。彼の楽器法は一般的に効果的であるが、多くの作品でそのオーケストラの使い方は控え目で、いずれの場合もオーケストラによって歌詞が不明瞭にならないように配慮されている。

## 風刺

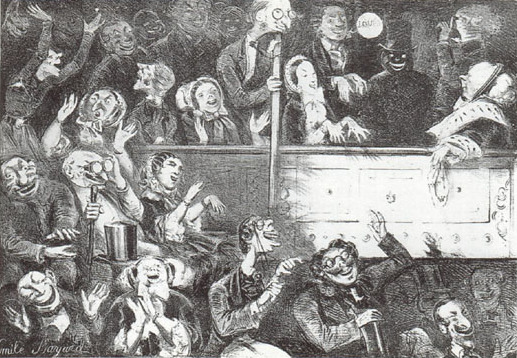
ブフ・パリジャン座の観客

実業界、権力、外国人旅行者、ブルジョワ層とその価値観、金目当ての結婚、金権政治、社交界、ドゥミ・モンドの妾、娼婦、軍隊、独裁政権、軍国主義、不正、役に立たない憲兵、戦争、スペイン、ウジェニー皇后、ナポレオン3世 など フランス第二帝政に現れた現象は何でも風刺の対象となった。しかも、これらは表向き神話上の神々や中世伝説、或いは架空の国のパロディに偽装されていたため、検閲でも多くは問題にされなかった。
オッフェンバックのオペレッタによる風刺を彼に許すということは却って社会の不満のガス抜きをすることになった。オペレッタは既存のオペラを頂点とするピラミッド構造にダメージを与えないで、隙間を埋めていく限り、迫害されることはなかった。しかし、オッフェンバック自身がそのピラミッド構造の内部に入り込もうとする試みはいつも上手く行かなかった。オッフェンバックの新作の初日と言う初日はいつでも第二帝政のエリートたち、つまり大きな工場や銀行、企業、知識階級に属する人たちで劇場は溢れた。オッフェンバックの台本作者は作品の中で、権力者たちが口にする仰々しい決まり文句を当て擦り、それを音楽が多くはパロディや皮肉めいたやり方で、またはグロテスクに洒落のめしていた。観客はそのパロディが理解できる階層であった。
これまでは人畜無害と考えられていた或いは、軽視されていた喜歌劇が、このような社会批判をテーマとして扱っていることの重大さ、そしてそれを表現している軽佻浮薄さ、この強烈なコントラストにパリの人々は驚いたに違いない。深い意味を持つナンセンス、これこそがオペレッタの真髄である。そして、スタンダールの小説がそうであるのと同様に、オッフェンバックのオペレッタは社会の鏡であり、その根底にある種の文明批評を秘めていた。
ウィーンにはオッフェンバックが種を蒔いたと言える、ヨハン・シュトラウス2世やズッペ、レハールのウィンナ・オペレッタが生まれるが、その子供らにはオペレッタの父のようなたくましさは見当たらない。その代わり、ウィーンの良き趣味をまとうが、『こうもり』にせよ、『美しきガラテア』にせよ、『メリー・ウィドウ』にせよ、やはり風俗喜劇以上には出ていないのである。

## パロディ

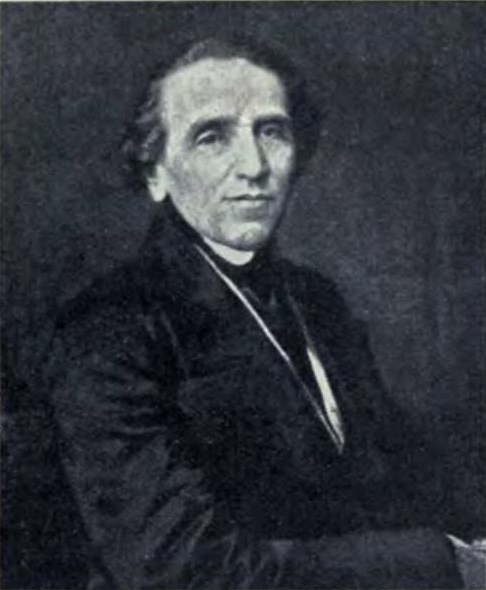
ジャコモ・マイアベーア

ジャコモ・マイアベーアの『ユグノー教徒』が『ジェロルスタン女大公殿下』と『バ=タ=クラン』（Ba-ta-clan）でパロディ化され、『青ひげ』では『悪魔のロベール』がパロディ化され、ドニゼッティの『ラ・ファヴォリート』が『盗賊』で、『連隊の娘』が『鼓手隊長の娘』で、『美しきエレーヌ 』でロッシーニの『ギヨーム・テル』が、『地獄のオルフェ』でグルックの『オルフェオとエウリディーチェ』が使われたりしている。他にヴィンチェンツォ・ベッリーニの『清教徒』、ボワエルデューの『白衣の婦人』、フロマンタル・アレヴィの『ユダヤの女 』などがパロディとして使われた。しかし、これらは代表例に過ぎず、当時のフランスで人気のあった作品が随所で使われている。
音楽そのものが使われる場合や歌詞だけの場合などケースバイケースで様々なやり方でパロディ化された。オッフェンバックがオペラを模倣するとしても、自分に素質の無いジャンルそのままをまねるためではなく、全てのものを容易に滑稽な角度から見せる知識と、皮肉とユーモアを持った優れた音楽家として模倣するのである。その上、しばしばパロディと〈ナンセンス〉のユーモアに長けた優れた才能を持った台本作家たちと仕事をしている。
マイアベーアは自作が頻繁にパロディ化されたのだが、彼はオッフェンバックによるパロディが結局は彼のオペラの評判を高めることを正確に知っていた。さらに、世慣れた人間である彼は大変抜け目がなかったので、冗談を言う人間と仲違いするようなことはなかった。冗談を悪く取る代わりに、彼はあらゆる機会に、自分はオッフェンバックの才能を本当に高く評価しているのだと言うことを確信した。マイアベーアは新作の初日の次の日にブフ・パリジャン座の桟敷席を予約し、いつも時間通りに姿を現し、上演中にオッフェンバックが訪れ、両者は挨拶を交わした。当時のマイアベーアの人気は凄まじく、ジュゼッペ・ヴェルディやシャルル・グノー、オッフェンバック、ジュール・マスネの音楽語法にも著しい影響を与えた。

## 〈夢幻オペレッタ〉への変化
普仏戦争以後、聴衆の好みも世相も変化したため、オッフェンバック自身も方向転換を余儀なくされた。そこで、彼は「夢幻オペラ」（Opéra féerie）のオペレッタ版の第一作である『にんじん王』（Le Roi Carotte）を1872年の1月に初演した。この作品では『ラ・ペリコール』あたりから変化し始めた作劇法がさらに進化したもので、セーヌ（情景）という音楽を伴いつつ、台詞で音楽が途切れないスタイルで劇を進行させるものである。なお、黄金期の1867年に〈まじめな〉様式で彼の芸術を証明するオペラ・コミック『ロビンソン・クルーソー』（Robinson Crusoé）を作曲している。1874年2月に『地獄のオルフェ』の第2版をゲテ座で上演した。1875年２月には『ブラバントのジュヌヴィエーヴ』を夢幻劇版に（第3版）に改訂し、同年6月にはコニャール兄弟の夢幻劇『白い雌猫』（La chatte blanche）を作曲したが、それらはすべてゲテ座で上演されている。1875年にはさらに『月世界旅行』を初演する。この作品では合唱が扱われる場がオペレッタでは考えられないくらいの12場以上となっており、現実的な人物が合唱となっているのではなく、空想上のこととして表現される。この作品では既成概念としての〈音楽とドラマ〉の関係が維持されておらず、現代で言えば〈映画音楽〉のように扱われている。当時は文学を中心に自然主義が台頭していたため、夢幻劇はほとんど評価されなかったが、オッフェンバックが音楽表現上、常識を覆すような試みを行ったことは確かである。また、『ホフマン物語』への橋渡し的役割を果たしたと見られるため、「夢幻オペレッタ」への偏見は払拭されて当然と見られる。なお、マルセイユ市立歌劇場によって『月世界旅行』の上演がフランス国内の地方歌劇場の大規模な提携により予定されている。

## 受容

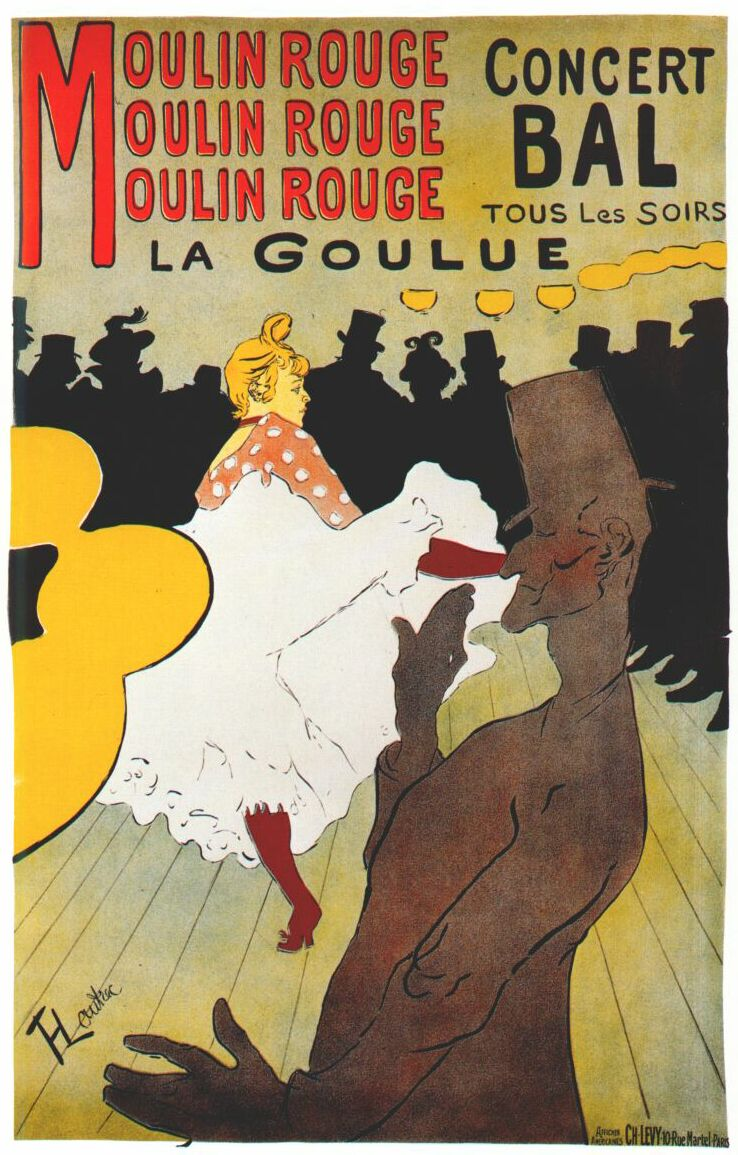
ムーラン・ルージュでカンカンを踊るラ・グリュ

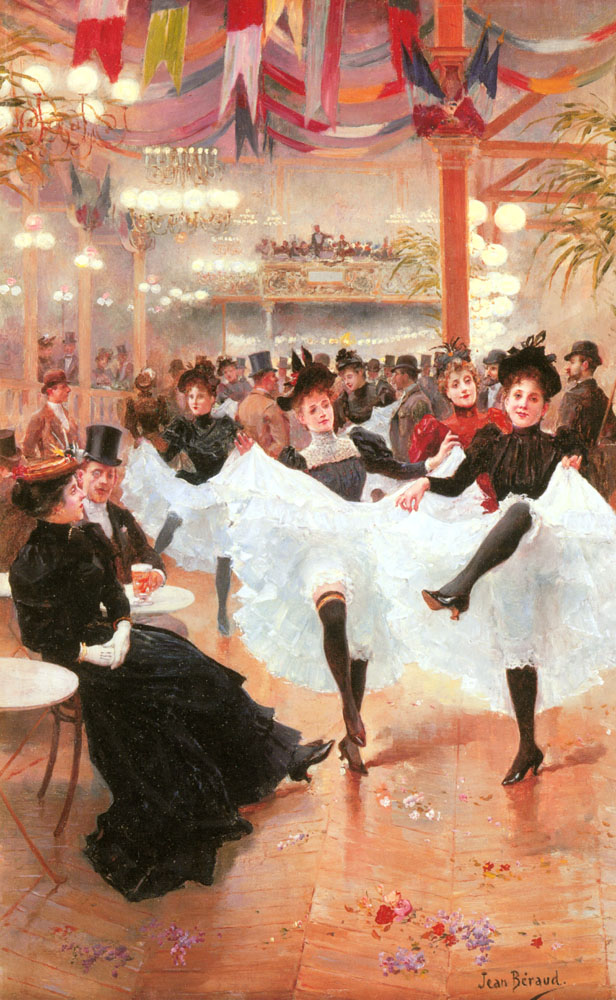
ジャン・ベローによるカフェ・コンセールの情景

オッフェンバックのオペレッタはとりわけウィーンで人気が高く、まず「海賊版」で、次に彼自身の指揮で上演した。（有名なオペレッタ『地獄のオルフェ』〈日本では天国と地獄と言われることが多い〉の序曲はオッフェンバックのオリジナル版にはなかったが、1860年のウィーン初演〈ドイツ語版〉のために、カール・ビンダー が劇中の曲を編曲して作成したものである。〈オッフェンバックによるウィーン版のためのオリジナルではない〉）
20世紀に入ると、フランス音楽史ではエリック・サティが現れ、続いてフランス6人組が新古典主義的な傾向を提示し始めると、1920年代から1930年頃にオッフェンバック・ルネサンスと言えるような現象が起き始め、オッフェンバックに関する書物や作品の翻案などが現れ、ミュージック・ホール（ムーラン・ルージュが代表例）やカフェ・コンセールなどでカンカンが踊られるようになる。最も有名なダンサーはラ・グリュでロートレックの絵にも描かれている。ベル・エポック期にはオッフェンバックの曲を中心に構成した様々なレヴューが催された。
日本では浅草オペラ（1917年 －1923年）にて主に『地獄のオルフェ』が『天国と地獄』として、『ジェロルスタン女大公殿下』が『ブン大将』や『女大公殿下』、『女公と兵士』などとして親しまれてきた 。
ドイツでナチス政権が誕生すると、第2次世界大戦終結まで、この政権の支配地域ではユダヤ人作曲家の音楽は退廃音楽として一掃されたため、オッフェンバックの作品も上演されなかった。オッフェンバックにとっては暗黒時代となった。
オペレッタの伝統は国際的認知を受けるには至らず、オッフェンバックのオペレッタはさほど定期的には上演されなかった。しかし、彼の最も優れた作品は広範な人気を保ち続けている。特に、1939年にモンテカルロでロシア・バレエ団のためにレオニード・マシーンが振り付け、マニュエル・ロザンタールが編曲した『パリの喜び』の中で使われている曲がそれである。第二次世界大戦後は多大な関心が払われるようになり、オッフェンバックの秀作オペレッタが再び頻繁に聴かれるようになったため、オペレッタの巨匠としての彼の地位に対する認識も高まっている。

## 台本作者たち
オペレッタというジャンルの性質上、優れた台本作家は必須の存在である。オッフェンバックは幸運にも台本作家に恵まれた。
シャルル・ニュイッテルはオッフェンバックの『おしゃべり屋たち』、『ウィティントン』、『ペロニラ先生』、『ラインの妖精』のほか、レオ・ドリーブ作曲のバレエ『コッペリア』なども手掛けている。
リュドヴィク・アレヴィはモルニ公爵の秘書室長をしていた経験があり、無礼を学んだ。オッフェンバックの黄金期に主要な台本を書いた。また、ジョルジュ・ビゼーの『カルメン 』のリブレットや小説『枢機卿の娘』と『コンスタンタンの神父』の著者でもある。観察眼とエスプリ、優美さ軽妙さ、繊細さを兼ね備えている
アンリ・メイヤックは幻想性と意外性、滑稽さ、観察眼を持ち合わせている。アレヴィと馬が合い、共に黄金期を支えた。
エクトル・クレミューは官吏であったが、詩と言うよりも演劇に取りつかれていた。『地獄のオルフェ』、『ブラバントのジュヌヴィエーヴ』、『可愛い香水売り』『サン＝ローランの市』などの台本を書く。
ヴィクトリアン・サルドゥは ジャコモ・プッチーニのオペラ『トスカ』（1900年）の原作『ラ・トスカ』などで知られる当時の人気作家で、オッフェンバックとは『にんじん王』（Le Roi Carotte 、1872年）と『憎しみ』（La Haine、1874年）の劇付随音楽で協力した。

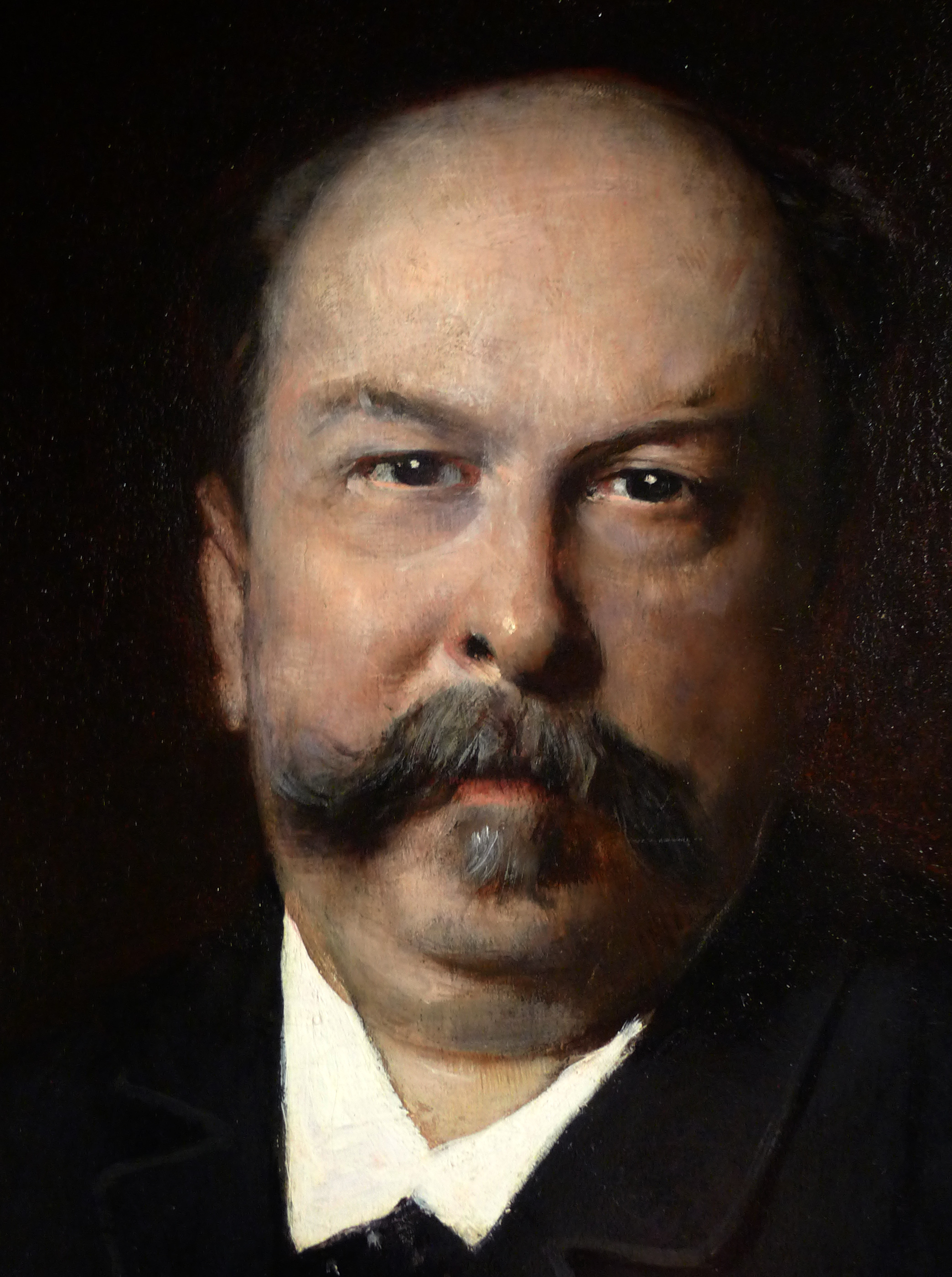
ドロネーによるメイヤック
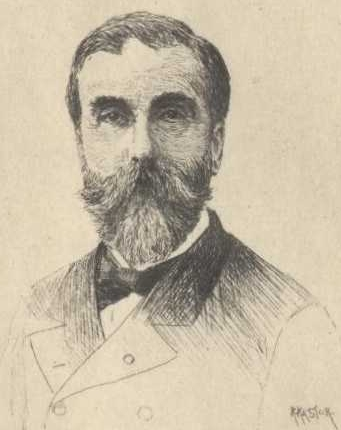
リュドヴィク・アレヴィ
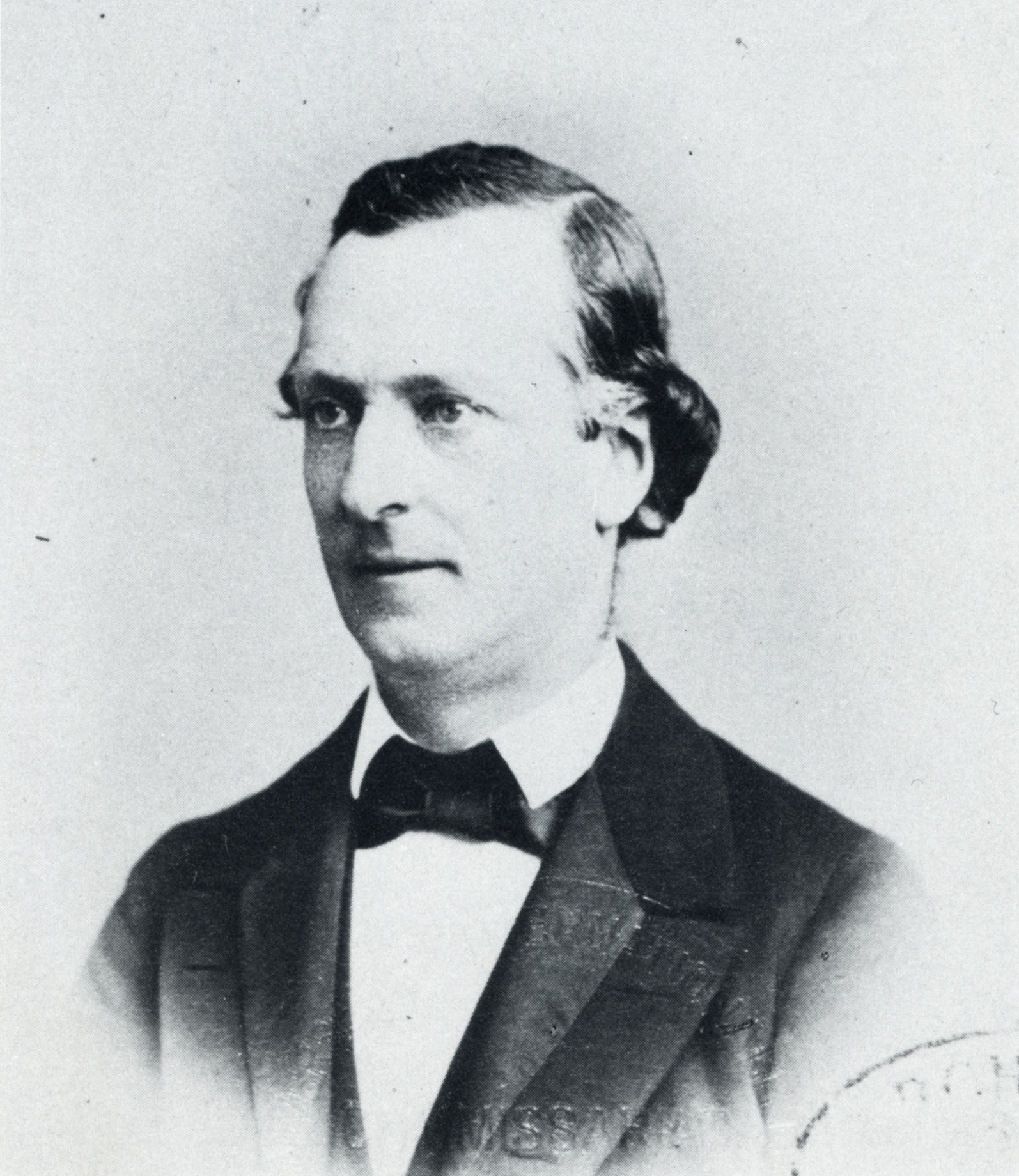
シャルル・ニュイッテル
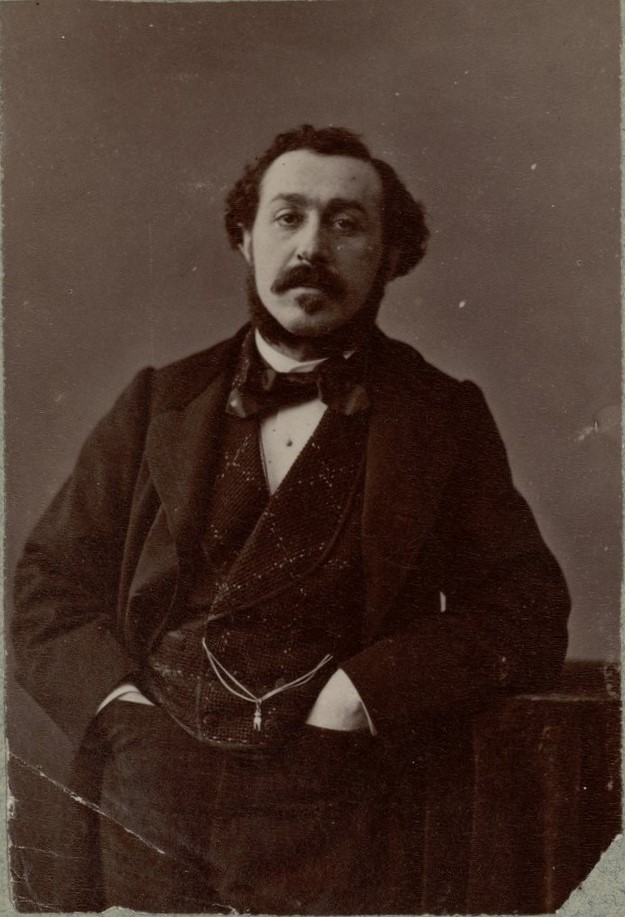
エクトル・クレミュー
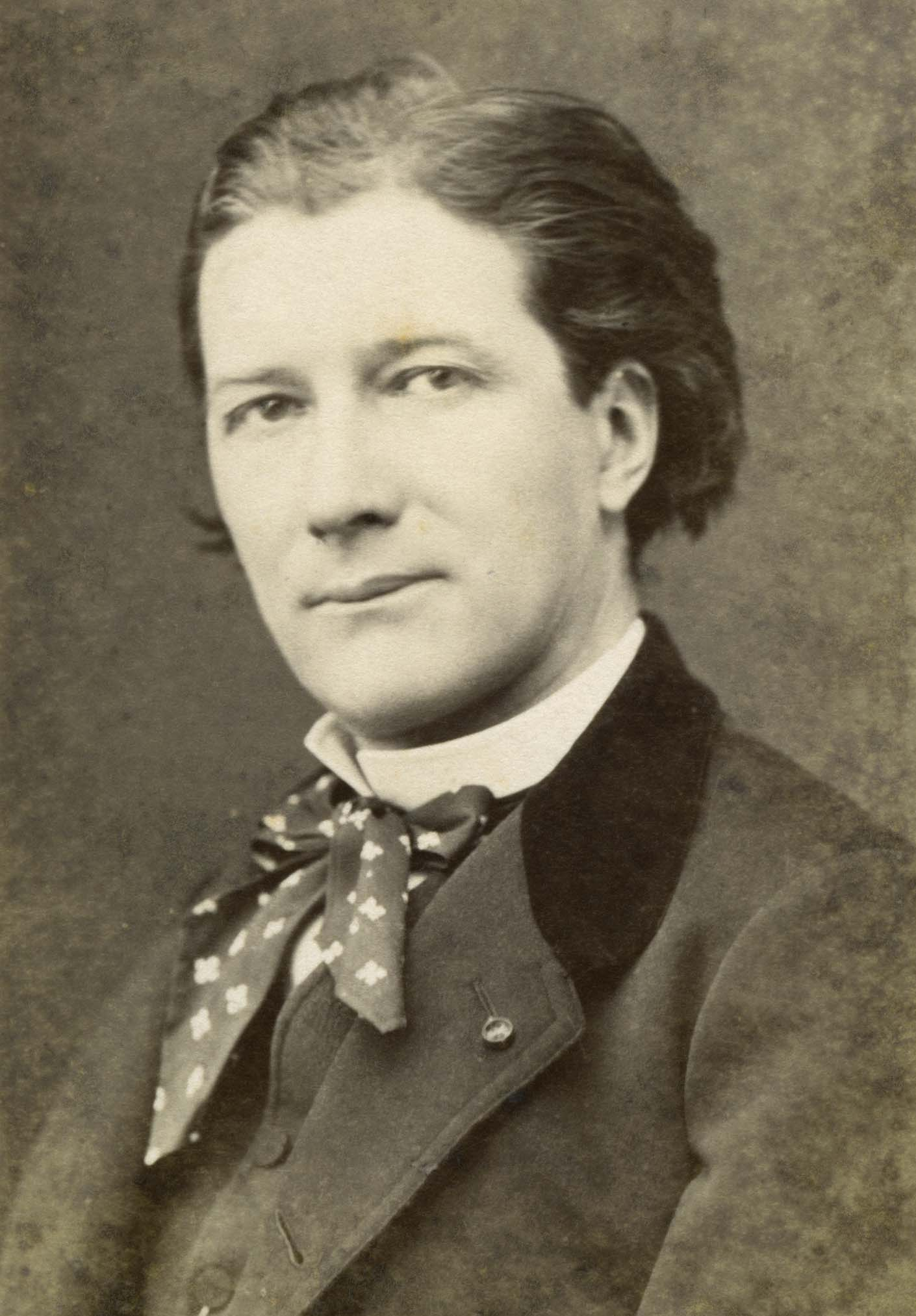
ヴィクトリアン・サルドゥ
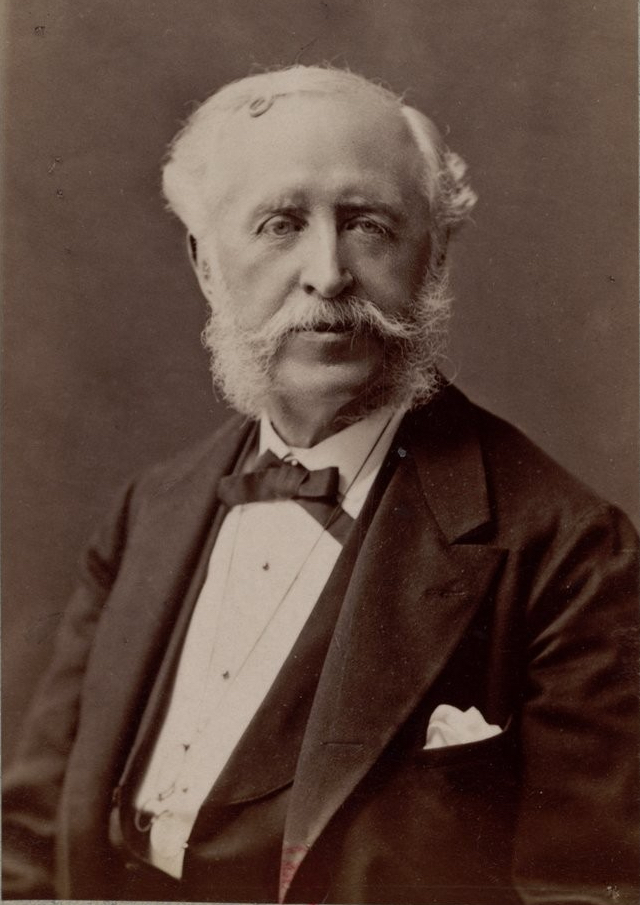
エティエンヌ・トレフー

## 歌手
オッフェンバックの素晴らしい音楽の歌い手であるオルタンス・シュネデールを筆頭に挙げなければならないだろう。彼女は滑稽音楽におけるマリア・マリブランと言われた。次にジュルマ・ブファール 、リーズ・トタンなど、男性ではジョゼ・デュピュイ、レオンス、デジレなどを挙げることができる。

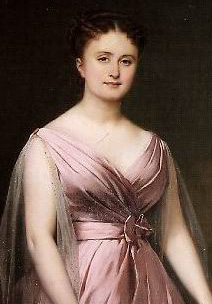
オルタンス・シュネデール
ジュルマ・ブファール
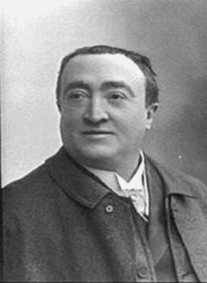
ジョゼ・デュピュイ
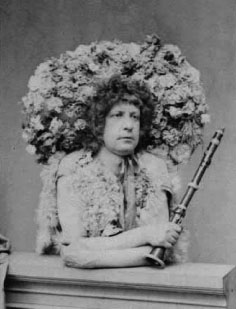
レオンス
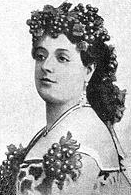
リーズ・トタン
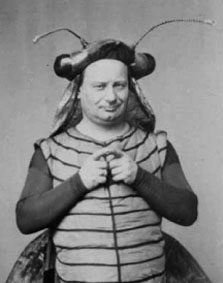
デジレ

## 競争相手と後継者たち

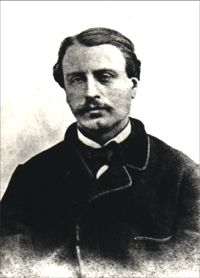
エルヴェ

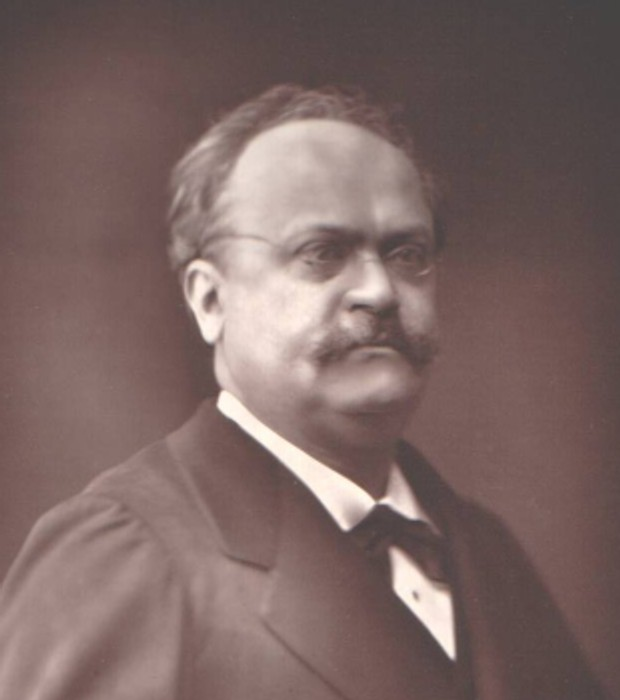
ルコック

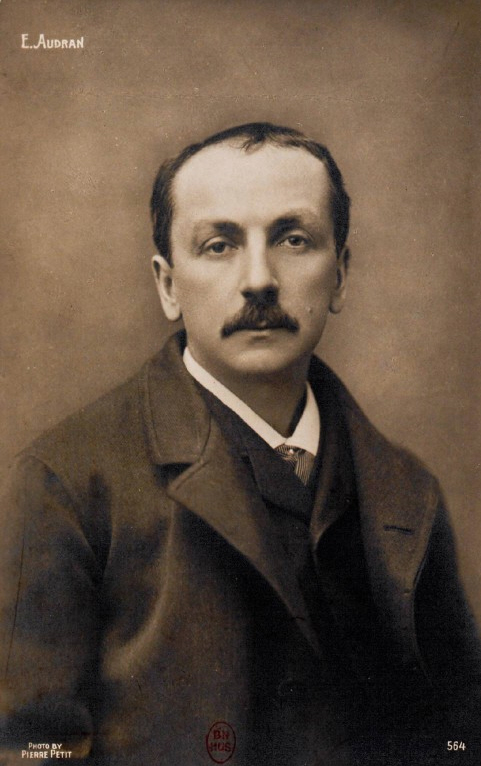
オードラン

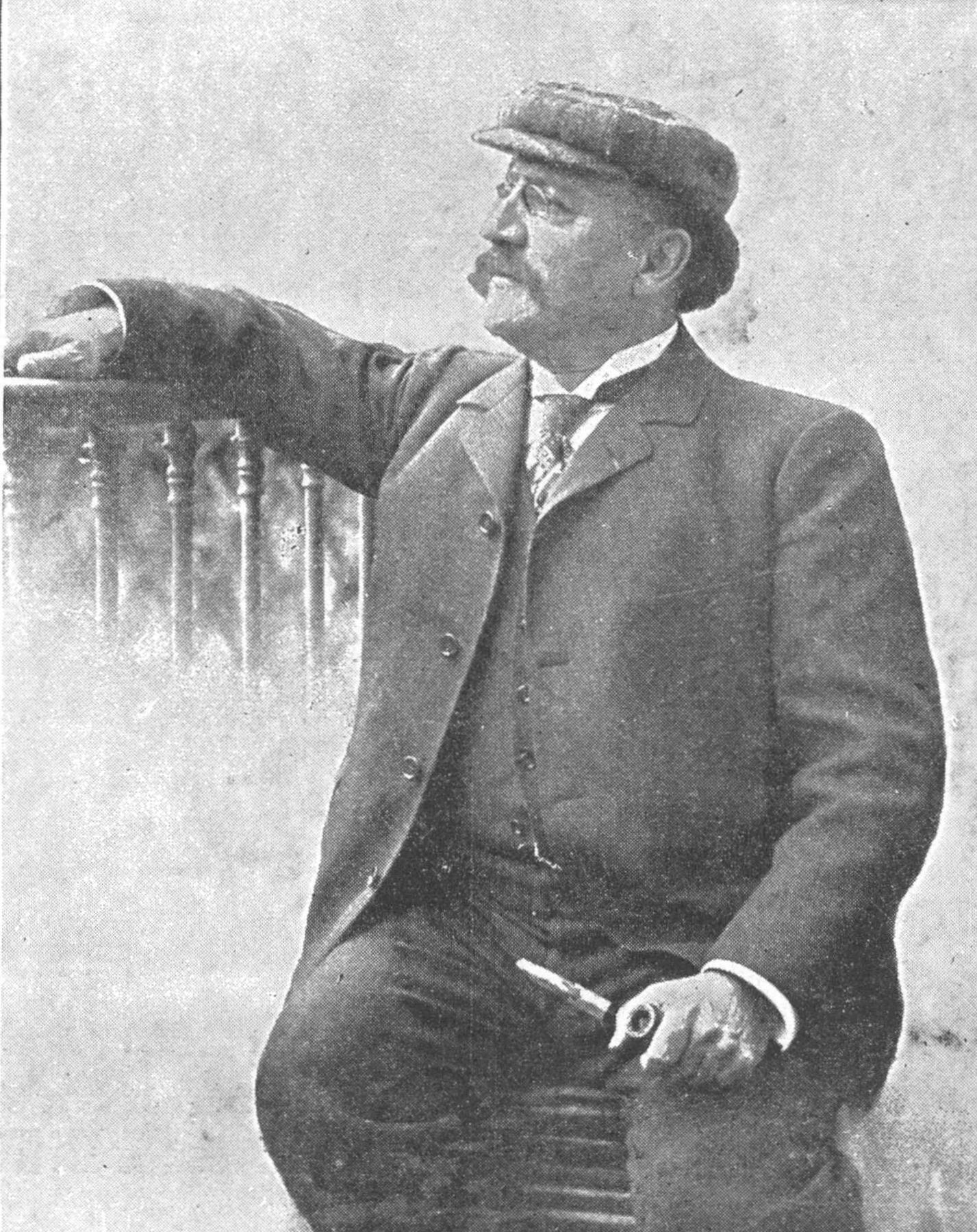
プランケット

オッフェンバックと同時期にオペレッタの分野で活躍していたエルヴェ（本名フロリアン・ロモンジョ）は実際にはオッフェンバックより近代オペレッタの創始者として数年先行していた。エルヴェは『つぶれた目』（1867年）、『シルペリック』（1868年）、『小ファウスト』（1869年）、『かまとと娘』（1883年）などを上演し、興行師としても活躍した。
オッフェンバックの後もフランス国内で、オペレッタが無くなってしまったわけではない。ライバルまたは後継者たちはオッフェンバックとは異なる傾向の作品を創造していった。シャルル・ルコックは『にんじん王』の初演と同じ1872年に『アンゴー夫人の娘』をブリュッセルで初演し、翌年パリでもフォリー・ドラマティック座でフランス初演をした。さらに、1878年に『小公子』をルネサンス座で初演し、成功を収めた。ロベール・プランケットはフォリー・ドラマティック座で1877年に『コルヌヴィルの鐘』で大きな成功を収め、オッフェンバックを色あせたものにさせた 。また、エドモン・オードランは1880年に『マスコット』をブフ・パリジャンで上演し、成功を収めた。彼らの主要作品はオッフェンバックのオペレッタほどは風刺の要素が強くなく、18世紀のオペラ・コミックに近いとも言われる。そのほかにもエマニュエル・シャブリエ（『 エトワール』1877年、『教育欠如』1879年、『いやいやながらの王様』1887年）、ルイ・ヴァルネー（『修道院の中の近衛兵』1881年）、ルイ・ガンヌ（『曲芸師たち』1899年） 、アンドレ・メサジェ（『ベアルンの女』1886年、『ミシュ家の娘たち』1897年、『ヴェロニック』1898年、『皇后の竜騎兵』Les Dragons de l'impératrice 1905年、『ムッシュ・ボケール』1919年、『情熱的に』コメディ・ミュジカル、1928年）、アンリ・グブリエ（『ミミ・パンソン花記章』La cocarde de Mimi-Pinson、1915年） レイナルド・アーン（『シブレット』1923年、『未だ見ぬ人よ』コメディ・ミュジカル1933年）、アンリ・クリスティーネ（『フィフィ』1918年、『デデ』1921年）、モーリス・イヴァン（『君の唇』1922年）、ジャック・イベール（『アンジェリック』1927年）、アルトゥール・オネゲル （『ポゾル王の冒険』1929年~1930年）、 アルベール・ルーセル（『カロリーヌ伯母さんの遺言』1932年~33年）、ガブリエル・ピエルネ（『フラゴナール』Fragonard、 1934年）、 フランシス・プーランク（『 ティレジアスの乳房 』1947年）などが続いた。1945年にフランシス・ロペスの『カディスの美女』が初演されるが、オペレッタの作風は次第にミュージカルに近づいていき、両者の区別はつかなくなって行く。

## 評価

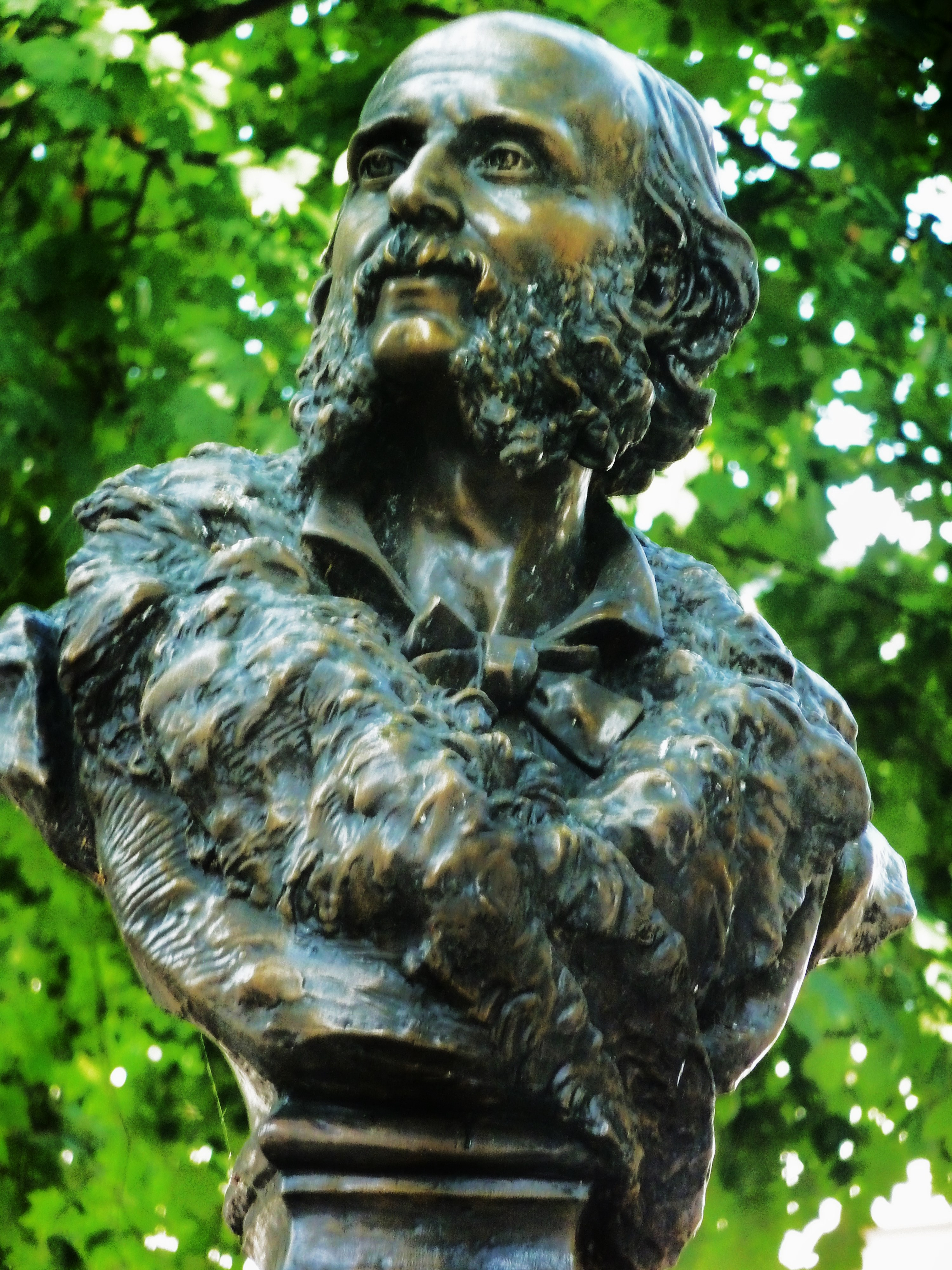
モンマルトル墓地のオッフェンバック

オッフェンバックの成功には生前からかなりの否定的評言がつきまとっていた。彼を非難する人々はオッフェンバックがフランスの劇音楽を〈低俗〉にし、高尚な芸術を目指す素振りも見せないと憤り、彼が他の作曲家の作品を借用するのを不敬と考えた。黄金期から爆発的な人気と反比例するかのように、痛烈な風刺、退廃的な快楽主義は知識人からの批判も多かった。エミール・ゾラは「オペレッタとは、邪悪な獣のように駆逐されるべき存在」とまで書いている。
ジョゼ・ブリュイールによれば「一世紀たって、歴史が進行しながらまきあげた埃が落ち着いた。そして、オッフェンバックの同時代人が〈カーニヴァルの音楽やみすぼらしい楽隊が聞かれる〉縁日のパレードや大道芝居小屋の笑劇としか思っていなかったものは今日では、シェークスピアの大げさな言葉を用いれば〈ある時代の短い年代記〉としてほとんど通用しうるものである。オッフェンバックについての次の３人の評価を加えておく。レイナルド・アーンは「彼の好色的な陽気さの中に神聖な火花が散っている」と最も魅力的な意見を述べ、サン＝サーンスは「豊かな創作力。メロディを生み出す才能。時に上品な和声。豊かなエスプリと創意。演劇的な巧妙さ。これは成功に十分すぎるくらいだった。当然彼は成功した」と最も正当な意見を述べ、ワーグナーの意見は最も決定的である「オッフェンバックは崇高なモーツァルトのように書くことを心得ている」。

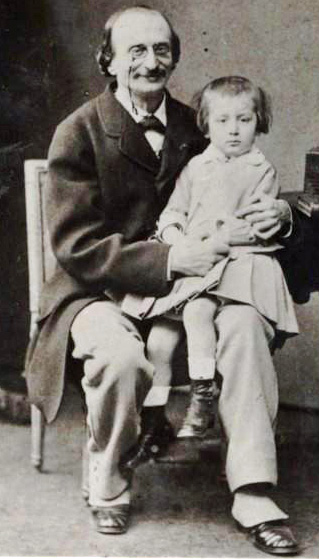
息子とオッフェンバック

時代の気分を要約する才に長けた劇場の天才オッフェンバックは、1860年代のフランスの趣味に、抗し難いほど魅力的に訴えかけた。彼のオペラ・ブフは古典或いは同時代の政治や社会を風刺し、両者を照合し、特に第二帝政時代の流行と作法を揶揄した。同時に親しみ易い音楽は馬鹿らしい状況に役立ち、予期しない作品と組み合わされことで、そこに滑稽さが生まれた。罪のない〈グラン・ブールヴァール風〉のやり方や陽気な精神が、作曲家の文学的な知識と同様に、これらの魅力的な作品の巧妙さを覆い隠しており、またヨハン・シュトラウス2世が見せることができたような真の叙情的な天分の欠如を目立たせないでいる。緩やかな構造と実際の音楽的内容の欠乏が旋律の才を弱めているのだが、彼が決して旋律の才能に恵まれていなかったのではないことは、オペレッタの何気ないものの中だけではなく、『ホフマン物語』においても示されている。
『ホフマン物語』は国際的な評価を得たが、最も重要な功績はオペレッタにある。代表作には『地獄のオルフェ』、『美しきエレーヌ』、『パリの生活』、『ジェロルスタン女大公殿下』、『ラ・ペリコール』があり、これらの作品はフランスの国内外で爆発的な成功を収め、ヨハン・シュトラウス2世、アーサー・サリヴァン 、フランツ・レハールなどの後継者を生んだ。オペレッタは国際的に確立されたジャンルとなった。このジャンルは20世紀のミュージカルに発展し、解消した。なお、オッフェンバックのオペレッタが1857年にウィーンに飛び火したことで、 ワルツの都はカンカンの都に変貌した。
死後には、ドイツでのドイツ語上演が、フランスに代わって主流を占めた時期があった。特に第二次世界大戦後は東ベルリンでのフェルゼンシュタイン演出による『青ひげ』や『ホフマン物語』が歴史的な成功を収めた。近年は、マルク・ミンコフスキらによるオーセンティックなフランス語上演も急速に盛り返し、もともと上演の盛んだったドイツ圏とあわせ活況を呈している。目下はフランスのリヨン国立オペラなどが上演に意欲的である。演出家のロラン・ペリーはオッフェンバックの作品を得意にしており、主要な作品の大半はすでに手掛けている。
2019年 6月20日に生誕200周年を迎え、フランス各地で上演が増えた。『地獄のオルフェ』や『ホフマン物語』といった人気作だけでなく、これまであまり上演されなかった作品にも光が当てられるようになった。ようやく演奏家側からのアプローチと研究者による学術的アプローチが相乗効果をなし、オッフェンバックは〈軽いオペレッタ作曲家〉ではなく〈フランス・オペラの代表〉の一人と考えられ始めるようになった。オッフェンバックのオペレッタは知識層から庶民までもが楽しめるものであり、高尚化と大衆化の狭間で今なお強い光を放ち続けている。

## 作品

### 主なオペレッタ
- オペラ・コミック『床の間（英語版）』（L'alcôve 、1847年）
- 『ペピト（フランス語版）』（Pépito 、1853年）
- 『白夜（チェコ語版）』（Une Nuit blanche 、1855年）
- 『オヤヤイエまたは島の女王 （チェコ語版）』（Oyayaye ou la Reine des Îles 、1855年）
- 『二人の盲人（フランス語版）』（Les Deux Aveugles 、1855年）
- 『バイオリン弾き（英語版）』（Le Violoneux 1855年）
- 『パンポルとペリネット（チェコ語版）』（Paimpol et Périnette、1855年）
- 『バ=タ=クラン』（Ba-ta-clan 、1855年）
- 『66（英語版）』(Le 66、1856年）
- 『サンフルールの薔薇（英語版）』(La Rose de Saint-Flour、1856年）
- 『子守の女（フランス語版）』乳母（La bonne d'enfant、1856年）14 October
- オペラ・ブッフ『トロンブ=アル=カ=ザール』（Tromb-al-ca-zar, ou Les criminels dramatiques、1856年）
- 『徴税人と靴直し（英語版）』（Le financier et le savetier、1856年）
- 『質入れされた御者（チェコ語版）』（Un postillon en gage、1856年）
- 『小さな竜（チェコ語版）』（Dragonette、1857年）
- 『悪魔の三つの口づけ（チェコ語版）』（Les Trois Baisers du diable、1857年）
- 『二人の漁師』(Les Deux Pêcheurs、1857年）
- 『ランタン灯りでの結婚式（フランス語版）』(Le Mariage aux lanternes 、1857年）
- 『クロクフェール（フランス語版）』(Croquefer、1857年）
- 『宝くじの女の子（英語版）』(Une demoiselle en loterie、1857年）
- 『夜の風または恐るべき宴（英語版）』(Vent du soir, ou L'horrible festi、1857年）
- オペラ・コミック『人間の女に変身した牝猫（フランス語版）』La Chatte métamorphosée en femme 、1858年）
- 『市場の婦人がた』（Mesdames de la Halle 、1858年）
- オペラ・ブッフ『地獄のオルフェ』天国と地獄（Orphée aux Enfers 、1858年）
- 『追い出された亭主（英語版）』（Un Mari à la porte 、1859年）
- 『酒保の女（チェコ語版）』（Les Vivandières des zouavesまたはLes vivandières de la grande-armée、1859年）
- 『ブラバントのジュヌヴィエーヴ（英語版、フランス語版）』（Geneviève de Brabant 、1859年）
- 『ダフニスとクロエ（英語版）』（Daphnis et Chloé 、1860年）
- オペラ・ブッフ『バルクフ（英語版）』（Barkouf 、1860年）
- 『ため息橋（英語版）』（Le Pont des soupirs 、1861年）
- オペラ・コミック『フォルチュニオの歌（英語版）』（La Chanson de Fortunio 、1861年）
- 『滑稽な小説（フランス語版）』 (Le Roman comique 、1861年）
- オペラ・コミック『薬剤師とかつら屋（英語版）』 (Apothicaire et perruquier 、1861年）
- 『シュフルリ氏はご在宅（英語版）』（Monsieur Choufleuri Restera Chez Lui Le...、1861年）
- 『ドゥニ夫妻（英語版）』（Monsieur et Madame Denis 、1862年）
- 『ジャクリーヌ（チェコ語版）』（Jacqueline、1862年）
- 『デュナナン父子の旅行』（Le Voyage de MM. Dunanan père et fils、1862年）
- オペラ・ブッフ『おしゃべり屋たち（英語版）』（Les bavards 、1863年)
- 『ファゴット氏（英語版）』 (Il signor Fagotto 、1863年)
- 『リッシェンとフリッツヒェン（チェコ語版）』（Lischen et Fritzchen、1863年）
- 『ブラジル人』（Le Brésilien、1863年）
- 『恋の歌手（チェコ語版）』（L'Amour chanteur、1864年）
- 『泣くジャンヌと笑うジャン（チェコ語版）』（Jeanne qui pleure et Jean qui rit、1864年）
- オペラ・ブッフ『美しきエレーヌ』（La belle Hélène 、1864年）
- 『グルジアの女たち（フランス語版）』 (Les Géorgiennes 、1864年）
- オペラ・コミック『魔法使いの兵士』（Le Fifre enchanté, ou Le Soldat magicien、1864年）
- 『薔薇のロマンス（チェコ語版）』（La Romance de la rose、1864年）
- 『コスコレット』(Coscoletto, ou Le lazzarone、1865年）
- オペラ・ブッフ『青ひげ』（Barbe-bleue、1866年）
- オペラ・ブッフ『パリの生活』（La Vie parisienne、1866年）
- オペラ・コミック『羊飼い』（Les Bergers 、1866年）
- オペラ・コミック『ロビンソン・クルーソー（英語版）』（Robinson Crusoé 、1867年）
- 『ジェロルスタン女大公殿下』ブン大将（La Grande-Duchesse de Gérolstein 、1867年）
- 『10時間の外出許可（英語版）』（La Permission de dix heures 、1867年）
- オペラ・ブッフ『ラ・ペリコール』（La Périchole 、1868年）
- 『チュリパタン島（英語版）』（L'île de Tulipatan 、1868年）
- 『トトの城（英語版）』（Le Château à Toto 、1868年）
- 『盗賊』（Les Brigands 、1869年）
- 『ヴェル＝ヴェル（英語版）』緑のオウム、カカドゥ）（Vert-Vert 、1869年）
- オペラ・ブッフ『歌姫』（La Diva 、1869年）
- オペラ・ブッフ『トレビゾンド姫（英語版）』（La Princesse de Trébizonde 、1869年）
- 『黒い海賊船』（Der schwartze Korsar、1872年）
- オペラ・コミック『ファンタジオ（英語版）』（Fantasio 、1872年）
- 『にんじん王（英語版）』（Le Roi Carotte 、1872年）
- 『雪だるま（フランス語版）』（Boule de Neige 、1872年）
- 『赤いりんご』ポムダピ（Pomme d'Api 、1873年）
- オペラ・コミック『可愛い香水売り（英語版）』（La Jolie parfumeuse 、1873年）
- オペラ・ブッフ『密猟者（フランス語版）』（Les Braconniers 、1873年）
- オペラ・コミック『バガテル（チェコ語版）』（Bagatelle、1874年）
- オペラ・ブッフ『オーストリア皇太子妃（英語版）』（Madame l’Archiduc 、1874年）
- オペラ・ブッフ『ウィティントン（英語版）』（Whittington、1874年）
- オペラ・コミック『西インド諸島の女（英語版）』（La Créole 、1875年）
- 童話オペラ『月世界旅行（英語版）』（Le Voyage dans la Lune 、1875年）
- 『パン屋の女将はお金持ち（フランス語版）』（La Boulangère a des écus 、1875年）
- オペラ・コミック『バガテル（チェコ語版）』（Bagatelle、1874年）
- 『クリーム・タルト（チェコ語版）』（Tarte à la crème、1875年）
- 『ピエレットとジャッコ（英語版）』（Pierrette et Jacquot、1876年）
- 『牛乳箱（フランス語版）』（La Boîte au lait、1876年）
- 『オックス博士（英語版）』（Le Docteur Ox 、1877年）
- オペラ・ブフ『サン＝ローランの市』(La foire Saint-Laurent、1877年）
- 『ペロニラ先生（英語版）』（Maître Péronilla 、1878年）
- オペラ・コミック『マダム・ファヴァール（英語版）』（Madame Favart、1878年）
- オペラ・コミック『鼓手隊長の娘（英語版）』（La Fille du Tambour-major 、1879年）
- オペラ・ブフ『モロッコの女』(La marocaine、1879年）
- 『美しきリュレット（フランス語版）』（Belle Lurette 、1880年）
- オペラ・コミック『マドモワゼル・ムシュロン（チェコ語版）』（Mam'zelle Moucheron、1881年）
- 『悪魔の猫』（Le Chat du Diable 、1881年）

### オペラ
- 『ラインの妖精（英語版、ドイツ語版）』（Die Rheinnixen、1864年）
ウィーン国立歌劇場の依頼により、最初からドイツ語のリブレットに作曲された唯一の作品。このうちの一曲が、のち「ホフマンの舟歌」として転用された。
- 『ホフマン物語』（Les contes d’Hoffmann、1880年、未完）
「ホフマンの舟歌」が有名。

### バレエ音楽
- 『パリの喜び（英語版）』（Gaîté Parisienne）
マニュエル・ロザンタルがオッフェンバックのオペレッタやオペラの中から有名曲を抜粋しつなぎ合わせた作品である。
- 『パピヨン』
振付はマリー・タリオーニ、台本はヴェルノワ･ド･サン･ジョルジュ。

### チェロのための楽曲
- チェロと管弦楽のための大協奏曲「軍隊風｣
- チェロと管弦楽のための序奏、祈りとボレロ Op.22
- チェロ二重奏曲 Op. 49–54
- チェロと管弦楽のための幻想曲「ロッシーニへのオマージュ」
- チェロと管弦楽のためのエレジー「天上の二つの魂」

### 歌曲
- 『寓話詩』（Fables de La Fontaine、1842年）
ジャン・ド・ラ・フォンテーヌの詩に基づく6曲の歌曲集。
- 『花の言葉』（Le Langage des fleurs、1847年）
エドゥアール・プルヴィエ（フランス語版）の詩に基づく6曲の歌曲集。
- 『神秘的な声』（Les Voix mystérieuses、1858年）
6曲の歌曲集。

### 劇付随音楽
- 『パスカルとシャンボール』（Pascal et Chambord、1839年）
- 『憎しみ（フランス語版）』（La Haine、1874年）